# Osmia longicornis
Osmia longicornis är en biart som beskrevs av Morawitz 1875. Osmia longicornis ingår i släktet murarbin, och familjen buksamlarbin. Inga underarter finns listade i Catalogue of Life.